# 343439 Kaukali
343439 Kaukali este o planetă minoră (asteroid) din centura de asteroizi. A fost descoperită pe 16 februarie 2010 la Haleakalā Observatory⁠(d) de . 
Obiectul prezintă o orbită caracterizată de o semiaxă mare de 2,9605675409192 UAi, o excentricitate de 0,021529619712714, o înclinație de 9,2951100962662 ° în raport cu ecliptica.